# Христо Бабамов
Христо Бабамов е български учител и революционер, деец на Вътрешната македоно-одринска революционна организация.

## Биография
Роден е в 1874 година в Струмица. Учи в родния си град, а след това завършва Скопското българско педагогическо училище. В Скопското училище влиза в революционен кръжок. В 1899 година става български учител в струмишкото село Робово. Къщата му става център на революционния комитет, в който влиза и свещеник Васил Петров Испирски. За известен период Бабамов е и секретар на Струмишкия околийски революционен комитет. Къщата на Бабамови в Струмица също става революционен център. Бабамов е близък приятел и сътрудник на Алексо Мартулков, негов съученик от Скопското училище. Арестуван е от османските власти, осъден на затвор и лежи в Куршумли хан в Скопие, откъдето излиза с рушвет. Направен е и нов опит за арест, но Бабамов успява да се изплъзне и става нелегален. През есента на 1901 година е изпратен като ръководител в петричкото село Горна Рибница.
Според едни сведения Бабамов загива в 1902 година при нещастен случай в Огражден, а според други загива при сблъсък с върховистката чета на фелдфебел Дачо Иванов.